# Maxime Blanchard
Maxime Blanchard (Alençon, Francia, 27 de septiembre de 1986), futbolista francés retirado. Jugaba de defensa y su último club fue el Newport County del sur de Gales.

## Clubes
| Club            | País       | Año       |
| --------------- | ---------- | --------- |
| Stade Laval     | Francia    | 2006-2008 |
| L'Entente SSG   | Francia    | 2008-2009 |
| AS Moulins      | Francia    | 2009-2010 |
| Tranmere Rovers | Inglaterra | 2010-2011 |
| Plymouth Argyle | Inglaterra | 2011-2014 |
| Shamrock Rovers | Irlanda    | 2015-2016 |
| Newport County  | Gales      | 2017      |